# 檢察官愛麗絲2
《檢察官愛麗絲2》（：／）為韓國在線影音網站NAVER tvcast自2016年8月22日起播出的網路電視劇，講述了描写食品医药品安全处（食藥處）的檢察官，追查连续犯下多起危害食品、医药品的罪犯时所展开的故事。

## 演員列表
- 金南珠：千妍珠，食藥處檢察官，鄭Leo後輩
- 趙東赫：郑Leo，食藥處檢察官，千妍珠前輩
- 宋承炫：馬正秀，食藥處毒品政策科事務官,和千妍珠是大學時的同期
- 李尚雅：吳度喜，曾是知名女演員，姜美娜之母
- 池承炫：Red鄭，名廚，但先後犯下多起危害食品、醫藥品案件
- 閔孝元：姜美娜，學生，吳度喜之女，受Red鄭控制服用管制藥物

## 各集名稱
- 第一集：甜蜜的藥的誘惑
- 第二集：藥箱子的實情
- 第三集：是媽媽錯了
- 第四集：幻覺中的兜風
- 第五集：演員媽媽醫生爸爸
- 第六集：追逐金錢的男人
- 第七集：阻止合成藥物
- 第八集：希望請再次現身

## 外部連結
- 官方网站
- 檢察官愛麗絲2的NAVER tvcast頻道